# Crazy Horse (restaurang)

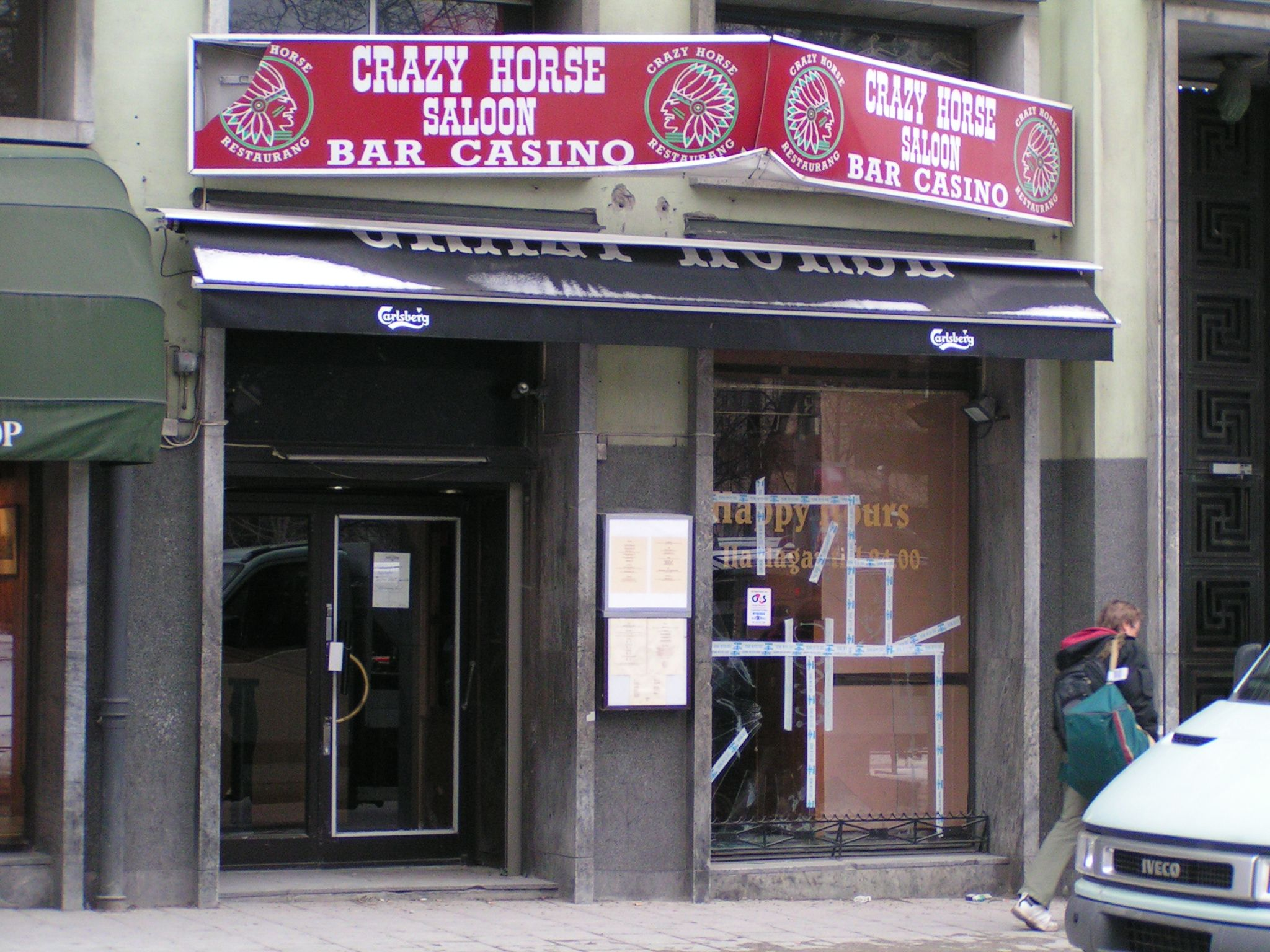
Crazy Horse, Sturegatan, Stockholm

Crazy Horse var en krog på Sturegatan i Stockholm, nära Stureplan. Krogen blev bland annat känd för att det var där en 17-åring i oktober 2005 serverades alkohol strax innan han drunknade i Nybroviken samt för ett uppmärksammat bråk där dåvarande SSU-ordföranden Anna Sjödin greps av polis den 29 januari 2006.
Etablissemanget stängdes sedan i slutet av 2006 efter att ha förlorat såväl hyreskontrakt som serveringstillstånd. I Crazy Horse gamla lokaler vid adressen Sturegatan 12 öppnade hösten 2007 en restaurang i Vapiano-kedjan.